# Xylocopa myops
Xylocopa myops là một loài Hymenoptera trong họ Apidae. Loài này được Ritsema mô tả khoa học năm 1876.